# الکو کورپوریشن
الکو کورپوریشن (انگلیسی: Alko Corporation) شرکت دولتی نوشیدنی فنلاندی است، که در سال ۱۹۳۲ تأسیس شد.